# Puriana fissispinata
Puriana fissispinata är en kräftdjursart som beskrevs av Benson och G. L. Coleman II 1963. Puriana fissispinata ingår i släktet Puriana och familjen Trachyleberididae. Inga underarter finns listade i Catalogue of Life.